# Кількість теплоти
Кі́лькість теплоти́ (кі́лькість тепла́) або просто теплота́ — це фізична величина, що відповідає енергії, перенесення якої між двома тілами (різними ділянками тіла) здійснюється за рахунок різниці температур без виконання механічної роботи і не зв'язана з перенесенням речовини від одного тіла до іншого. Виступає характеристикою процесів передавання енергії між тілами при теплообміні.

## Загальні поняття
Кількість теплоти є однією з основних термодинамічних величин. Визначається кінетичною енергією мікрочастинок (електронів, атомів, молекул тощо), з яких складається тіло, і потенціальною енергією їхньої взаємодії. Набута тілом теплота йде на збільшення внутрішньої енергії тіла і на виконання зовнішньої роботи.
Позначається зазвичай літерою Q, має розмірність енергії. В Міжнародній системі одиниць (SI) кількість теплоти (теплоту) вимірюють у джоулях, проте доволі часто використовують позасистемну одиницю вимірювання — калорію.
Кількість теплоти, яка передається тілу, або відбирається від тіла в зворотніх рівноважних процесах, можна визначити із першого закону термодинаміки:
{\displaystyle Q=\Delta U+A},
де Q — кількість теплоти, отриманої тілом, ΔU — зміна його внутрішньої енергії, A — робота, виконана тілом над іншими тілами.
Кількість теплоти Q, яка виділяється (поглинається) тілом в якомусь процесі, залежить від виду цього процесу і тому не може обчислюватись лише за початковим і кінцевим значенням термодинамічних параметрів. Для оборотних процесів за другим началом термодинаміки елементарна кількість теплоти
{\displaystyle dQ=TdS},
де T — абсолютна температура, dS — зміна ентропії; для необоротних процесів dQ ≤ TdS.
Поняття теплоти широко застосовують у термодинаміці й теплотехніці!

## Історія впровадження терміна
Хоча процеси обміну тіл теплом інтуїтивно зрозумілі, фізичну природу цих явищ збагнути досить нелегко. Лише під кінець XIX сторіччя виробилося розуміння того, що тепло зумовлене хаотичним рухом атомів і молекул. До того вважалося, що обмін теплом між тілами викликаний перетіканням від одного тіла до іншого певної невловимої речовини. В XVII столітті Йоган Бехер запропонував теорію флогістону, за допомогою якої намагався пояснити горіння. Після відкриття кисню Антуан Лавуазьє запропонував свою власну калоричну теорію, в якій тепло визначалося, як певна невагома речовина теплець, що перетікає між тілами.
Побудувавши кінетичну теорію газів, у якій стверджувалося, що гази складаються із великого числа маленьких часточок — молекул, Даніель Бернуллі першим запропонував ідею про те, що теплота не що інше, як тепловий рух молекул.
Сучасне розуміння теплоти склалося після відкриття першого закону термодинаміки, коли Маєр та Джоуль продемонстрували, що робота може переходити в тепло й навпаки.

## Статистична фізика
В статистичній фізиці кількість теплоти, отриманої тілом при переході між двома близькими макроскопічними станами, визначається, як
{\displaystyle \Delta Q=T\cdot \Delta S},
де T — температура, ΔS — термодинамічна ентропія.